# 'Na sera 'e maggio (film)
'Na sera 'e maggio è un film del 1955 diretto da Giorgio Pàstina, in parte ispirato alla omonima canzone napoletana.
Fu distribuito anche con il titolo in italiano: Una sera di maggio.

## Trama
La trattoria del buon Gennariello è frequentata anche da studenti dell'Università di Napoli; tra essi si distinguono Riccardo, per le sue canzoni, molto apprezzato da Gennariello, e Graziella per la sua dolcezza ed avvenenza. Graziella è la figlia del Cav. Giorgio Biamonti, industriale alimentare, ed ha una relazione con Riccardo, essi si conoscono dall'infanzia, come da molti anni si conoscono e collaborano Paolo (Natale Cirino), padre di Riccardo, ed il Cavalier Giorgio. Alla ditta Biamonti gli affari vanno bene, ma un losco Barone Marco Laurenti trama un affare truffaldino al Cav. Giorgio; per vincere la sua titubanza gli presenta Elena), donna di malaffare spacciata per prosperosa aspirante segretaria. Elena in breve tempo seduce Giorgio, la cui moglie sofferente di cuore deve giacere tranquilla nella camera della sua villa. Il buon Paolo diffida del Barone, ma questi con uno stratagemma lo fa ricadere nel suo vecchio vizio del gioco; indebitato e disperato Paolo sottrae denaro all'azienda, Giorgio lo licenzia. Riccardo recupera del denaro da restituire a Giorgio presso Gennariello, impegnandosi a cantare ed a fare il posteggiatore nella trattoria che sarà rinnovata. Nel consegnare il denaro a Giorgio questi acconsentirà a perdonare il furto a patto che egli non frequenti più Graziella.
Graziella e Riccardo si frequentano di nascosto, ma ad una cena da Gennariello il barone provoca Riccardo ed i due si scontrano. Intanto Elena e Giorgio si apprestano a partire per un viaggio di affari e d'amore, nei preparativi Elena litiga col barone. Gennariello presso Graziella le comunica che Riccardo è geloso pazzo del barone e potrebbe fare una sciocchezza, nel mentre arriva il barone, Gennariello si nasconde ed ascolta: il barone dice a Graziella di Giorgio ed Elena, se volesse prove sulla disonestà di Elena dovrebbe recarsi a casa sua alle 22. Gennariello lo comunica a Riccardo, anche lui va dal barone alle 22, ma quando arriva vede Graziella in fuga, entra nella villa e trova il barone assassinato; egli teme che sia stata Graziella, per difenderla telefona alla polizia e si accusa dell'omicidio, interrogato dall'ispettore (Ignazio Balsamo) questi non gli crede. Graziella è sconvolta, si confida col padre, interviene anche la madre per una riconciliazione familiare. Giorgio si convince dell'innocenza di entrambi i giovani e della malafede di Elena; affronta poi Elena e la costringe alla confessione, l'assassina è lei. I due ragazzi possono preparare il loro matrimonio e Paolo è riabilitato e riassunto da Giorgio.

## Produzione
Il film, a carattere musicale, è ascrivibile al filone dei melodrammi sentimentali, comunemente detto strappalacrime, allora molto in voga tra il pubblico italiano, in seguito ribattezzato dalla critica con il termine neorealismo d'appendice.